# Quai de la Gare
Quai de la Gare (Nádražní nábřeží) je nábřeží v Paříži. Nachází se ve 13. obvodu.

## Poloha
Nábřeží vede po levém břehu řeky Seiny. Začíná na křižovatce s ulicí Rue Raymond-Aron, kde proti proudu navazuje Quai François-Mauriac, a končí u mostu Bercy na křižovatce s Boulevardem Vincent-Auriol, odkud dále pokračuje Quai d'Austerlitz. Součástí nábřeží je přístav Port de la Gare.

## Historie
Silnice podél Seiny je zmiňována již v roce 1670. Svůj název nezískalo nábřeží podle nedalekého Slavkovského nádraží (fr. gare), ale podle přístaviště (gare) u nemocnice Salpêtrière, zřízeného kolem roku 1770, tedy 70 let před vybudováním nádraží.
V čísle 43 na nábřeží bylo v bývalém skladišti v listopadu 1943 zřízeno pařížské sběrné středisko koncentračního tábora v Drancy.
Nábřeží bylo původně delší. Část mezi Boulevardem Masséna a Rue de Tolbiac byla přejmenována na Quai Panhard-et-Levassor a z úseku mezi mostem Tolbiac a ulicí Rue Raymond-Aron vzniklo nábřeží Quai François-Mauriac.

## Nová výstavba
Nábřeží je součástí komplexní přestavby zdejší čtvrti s názvem Paris Rive Gauche. V jejím rámci vznikají na místě bývalých továren a skladů moderní stavby jako je nové sídlo Francouzské národní knihovny na Quai François-Mauriac nebo Cité de la mode et du design na Quai d'Austerlitz.